# Bisdom Città di Castello
Het bisdom Città di Castello (Latijn: Dioecesis Civitatis Castelli o Tifernatensis, Italiaans: Diocesi di Città di Castello) is een in Italië gelegen rooms-katholiek bisdom met zetel in de stad Città di Castello. Het bisdom behoort tot de kerkprovincie Perugia-Città della Pieve en is samen met de bisdommen Assisi-Nocera Umbra-Gualdo Tadino, Foligno en Gubbio suffragaan aan het aartsbisdom Perugia-Città della Pieve.

## Geschiedenis
Het bisdom ontstond in de 7e eeuw en was als immediatum onder direct gezag van de Heilige Stoel geplaatst. Paus Celestinus II werd geboren in Città di Castello. In 1752 werd er een seminarie opgericht. Op 15 augustus 1972 werd het bisdom suffragaan aan Perugia-Città della Pieve.

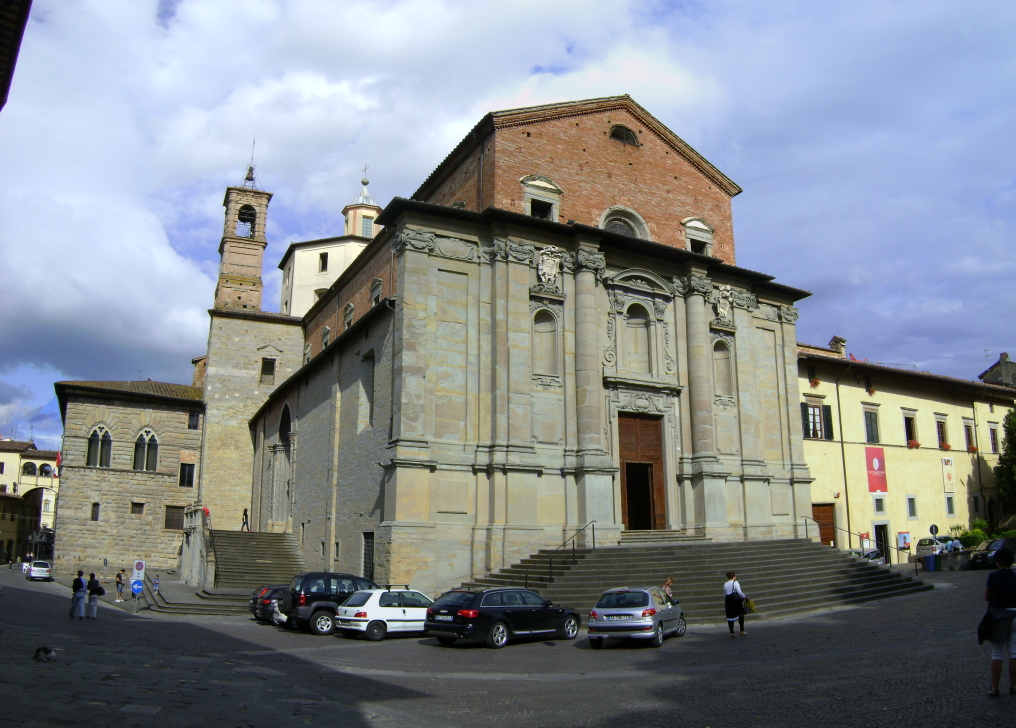
Kathedraal van Città di Castello
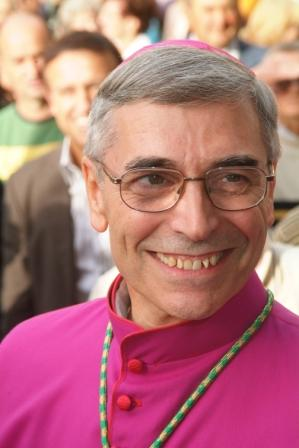
Bisschop Domenico Cancian